# Geraint Rees
Geraint Ellis Rees (* 27. November 1967 in Cambridge) ist ein britischer Neurowissenschaftler.
Er ist Professor für Cognitive Neurology am University College London. 
1999 wurde er bei Chris Frith am University College London zum PhD promoviert. Danach war er Postdoc bei Christof Koch am California Institute of Technology. 2001 kehrte er an das University College London zurück.
Rees ist Mitglied der Association for the Scientific Study of Consciousness.
Von 2015 bis 2020 war er Senior Scientific Advisor bei Google DeepMind.

## Auszeichnungen
- 2007 hielt er die Crick Lecture (The Francis Crick Medal and Lecture) der Royal Society

## Schriften (Auswahl)
- De Fockert, J. W., Rees, G., Frith, C. D., & Lavie, N. (2001): The role of working memory in visual selective attention. Science, 291(5509), 1803-1806.
- Geraint Rees, Nilli Lavie: What can functional imaging reveal about the role of attention in visual awareness?, Neuropsychologia, Volume 39, Issue 12, 2001, Pages 1343-1353, https://doi.org/10.1016/S0028-3932(01)00122-1.
- Rees, Geraint, Gabriel Kreiman, and Christof Koch: Neural correlates of consciousness in humans. Nature Reviews Neuroscience 3.4 (2002): 261-270.
- Haynes, John-Dylan and Geraint Rees: Decoding mental states from brain activity in humans. Nature reviews neuroscience 7.7 (2006): 523-534.
- Rees G: Visual attention: the thalamus at the centre? Curr Biol. 2009 Mar 10;19(5):R213-4. doi:10.1016/j.cub.2009.01.011.
- Urner, Maren, Schwarzkopf, D. S., Friston, K., & Rees, G. (2013): Early visual learning induces long-lasting connectivity changes during rest in the human brain. NeuroImage, 77, 148-156.